# Бабаєв Батир Давранович
Бабаєв Батир Давранович (15 травня 1914, Куйлюк, Сирдар'їнська область, Російська імперія — 4 листопада 1984, Ташкент, Узбецька РСР, СРСР) — військовослужбовець радянської армії. Командир батареї 118-го гвардійського артилерійського полку 35-ї гвардійської стрілецької дивізії 4-го гвардійського стрілецького корпусу 8-ї гвардійської армії 1-го Білоруського фронту. Гвардії полковник. Герой Радянського Союзу.

## Біографія
Член КПРС із 1944 року.
Навчався в Ростовському економічному інституті. В 1942 році закінчив Харківське артилерійське училище.
До війни працював у фінансових органах Каракалпацької АРСР. Потім у жовтні 1941 року призваний в РСЧА. У битві за польське місто Оборники його батарея прямою наводкою розгромила батальйон німецьких військ, підбили п'ять танків і дві самохідні гармати. Батир Давранович був контужений, але поля бою не покинув. У бою на польсько-німецькому кордоні, в районі річки Варта, його батарея відзначилася знову: рота ворога, два танки, три самохідних гармат були знищені прямою наводкою. Серед перших форсував Одер. 31 травня 1945 року Указом Президії Верховної Ради СРСР гвардії старшому лейтенанту Батиру Даврановичу Бабаєву присвоєно звання Героя Радянського Союзу.
Після війни служив у штабі своєї дивізії. Потім переведений військовим комісаром Октябрського району міста Ташкент. Після виходу на пенсію очолював Ташкентську секцію Радянського комітету ветеранів війни.